# Norberto Martínez (gennaio 1966)
Norberto Martínez (12 gennaio 1966) è un ex calciatore peruviano, di ruolo difensore.